# Psapharochrus alboniger
Psapharochrus alboniger là một loài bọ cánh cứng trong họ Cerambycidae.